# گنبد یوسف

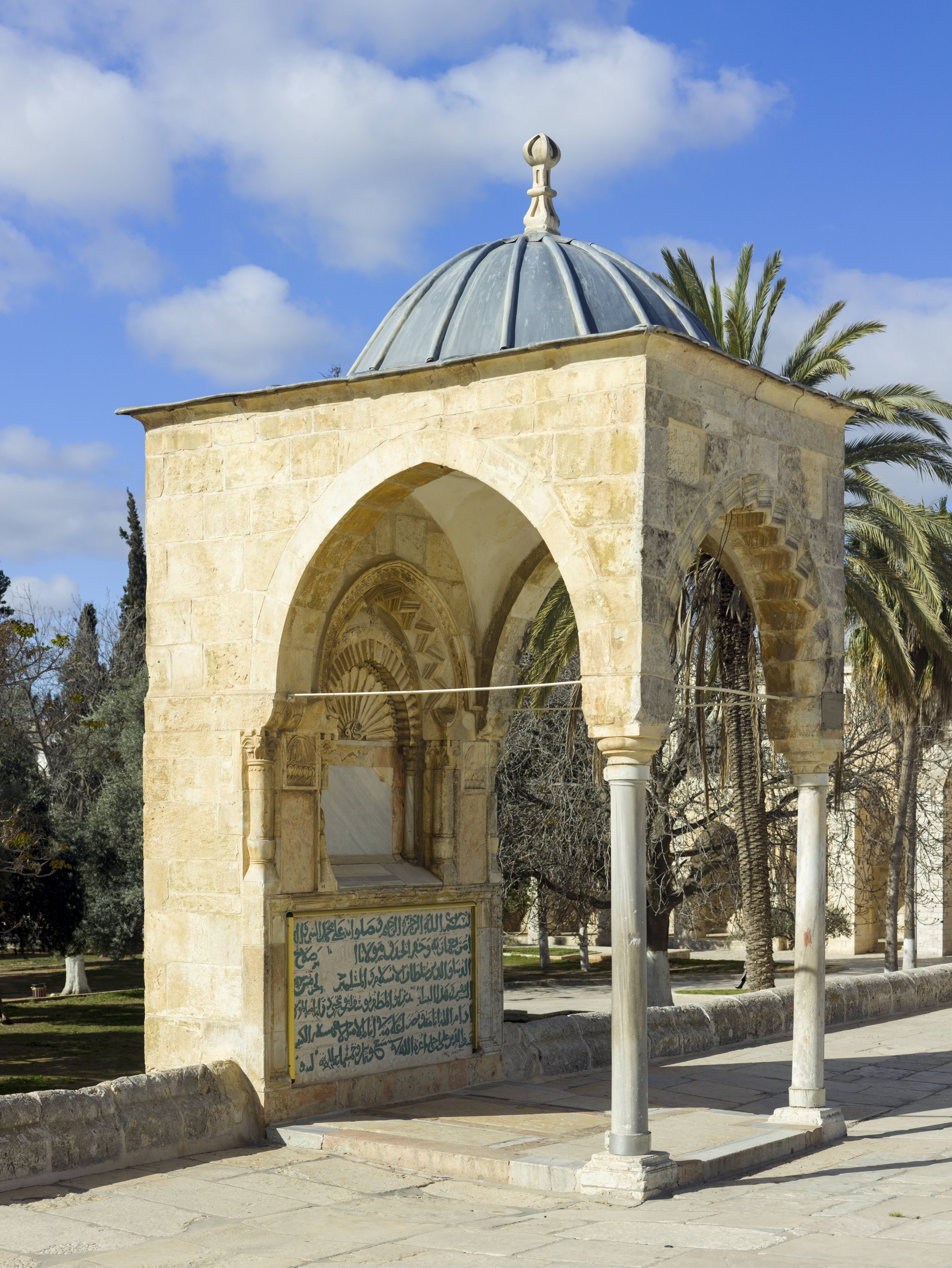
گنبد یوسف که در اواخر قرن دوازدهم میلادی توسط صلاح‌الدین ایوبی ساخته شده‌است و در اورشلیم واقع است.

گنبد یوسف (به انگلیسی: Dome of Yusuf) (به عربی: قبة یوسف) سازهٔ گنبدی شکل مستقلی است که در قدس شریف (بیت المقدس) (به عربی: الحرم القدسي الشريف) و در انتهای جنوبی قبةالصخره واقع شده‌است. صلاح‌الدین ایوبی این بنا را در اواخر قرن دوازدهم میلادی ساخته ‌است و تاکنون چندین بار بازسازی شده‌است.
بر روی این بنا نبشته‌هایی مربوط به قرن ۱۲ تا ۱۷ میلادی وجود دارد.